# Río Vorónezh
El río Vorónezh (en ruso: Воронеж) es un río localizado en la parte meridional de la Rusia europea, un afluente del curso alto del río Don. Su longitud es de 342 km (520 km si se considera una de sus fuentes, el Polnói Vorónezh) y su cuenca drena una superficie de 21 600 km². Atraviesa dos importantes capitales de óblasts rusas, Lípetsk y Vorónezh.
Administrativamente, el río discurre por los óblasts de Tambov, Lípetsk y Vorónezh de Rusia.

## Geografía

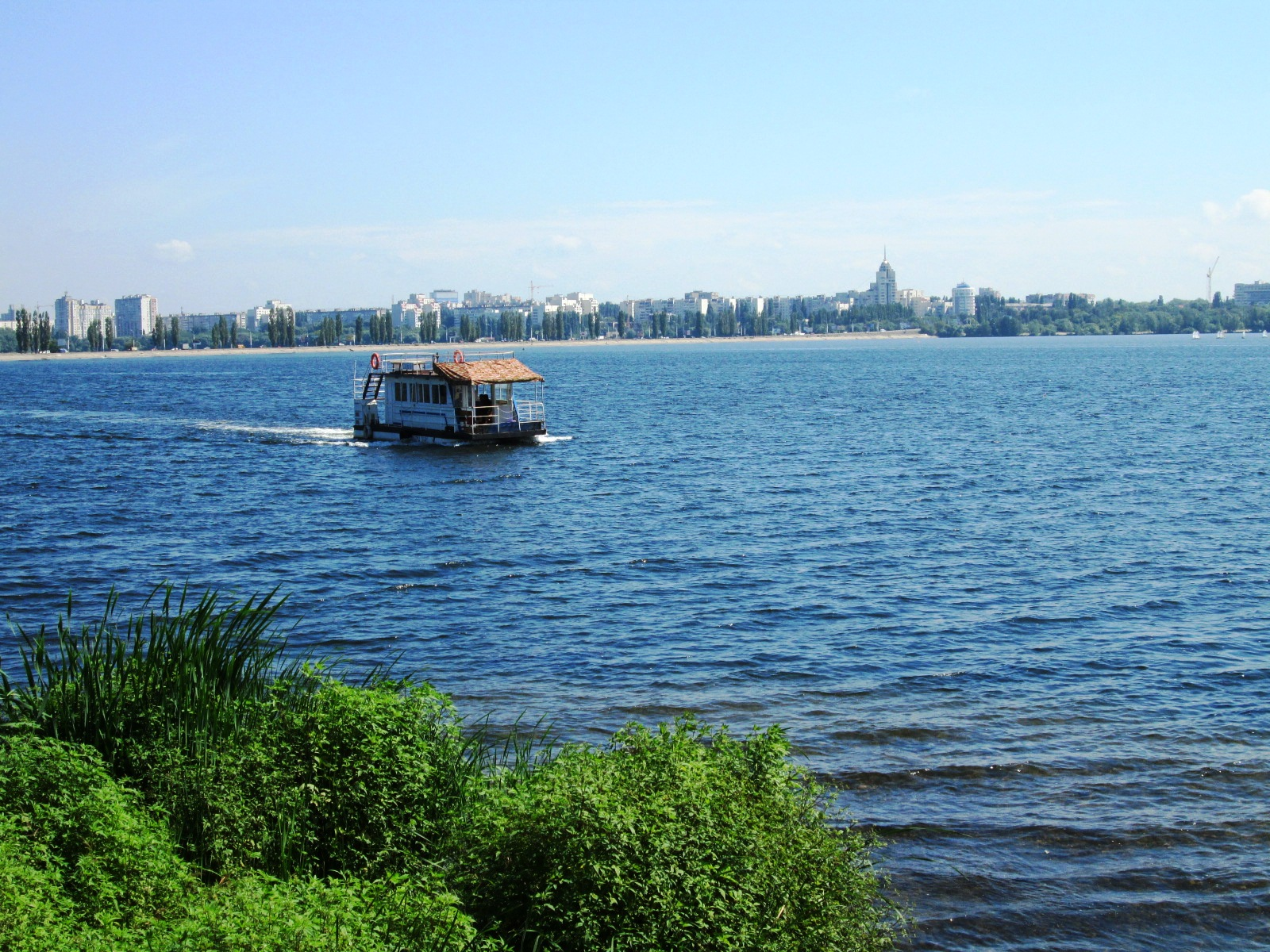
El río Vorónezh a su paso por la capital Vorónezh

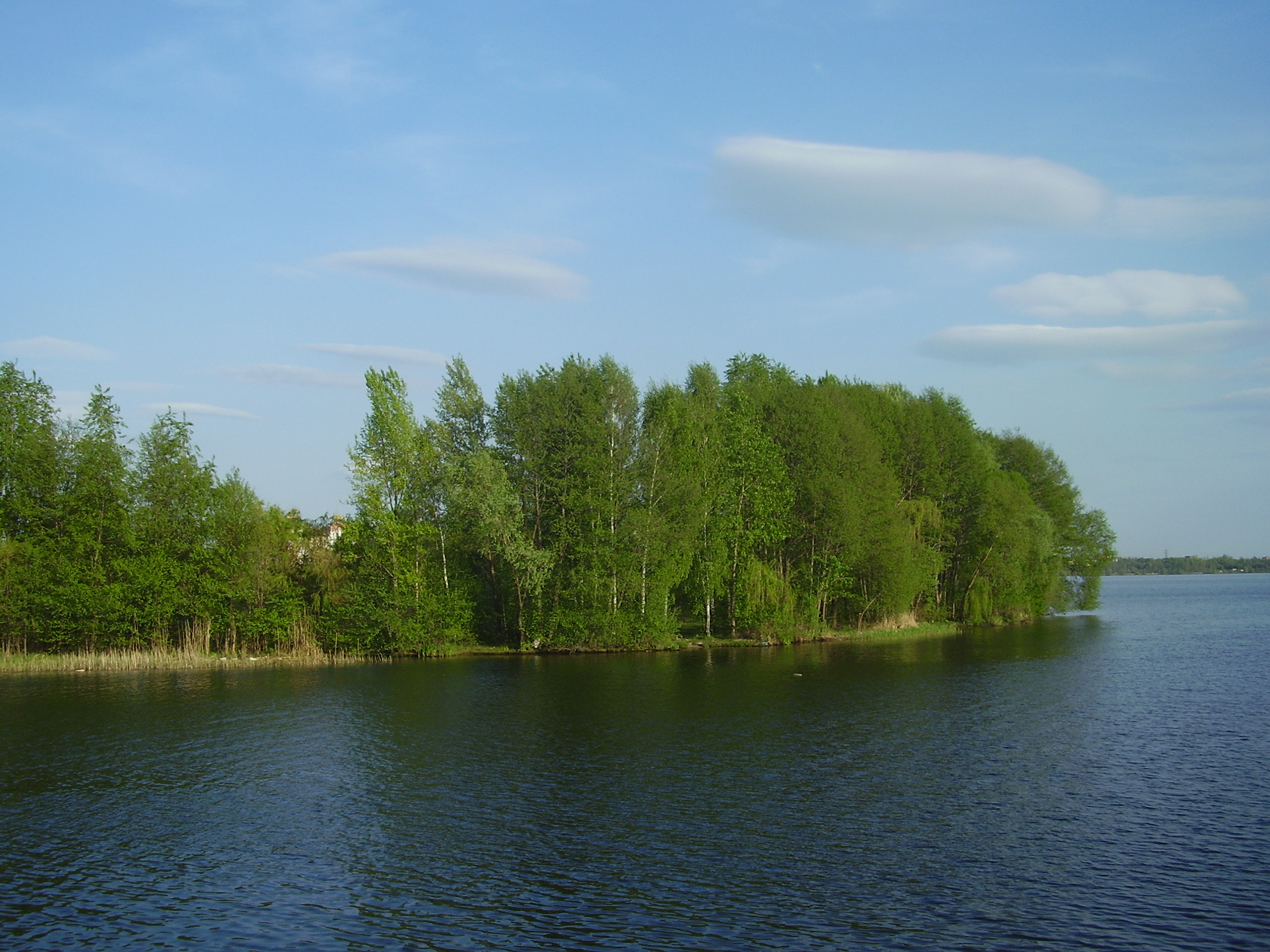
Una isla del río Vorónezh, en el embalse de Chernávskogo.

El río Vorónezh nace de la confluencia de dos ramales, el Lesnói Vorónezh y el Polnói Vorónezh, en la parte occidental del óblast de Tambov, a menos de 10 km al sur de la ciudad de Michúrinsk (96 093 hab. en 2002). 
En un primer tramo el río se dirige hacia el Noroeste, entrando muy pronto en el óblast de Lípetsk por su parte oriental. Al poco recibe por la derecha al río Stanovaya y luego vira en dirección sur. Pasa por Dóbroye y llega a continuación al embalse de Matýrskoye, en cuya orilla derecha está la capital Lípetsk (506 134 hab.). En el embalse, por la orilla izquierda, recibe las aguas del río Matyra (180 km y una cuenca de 5180 km²). Sigue en dirección sur y se adentra en el óblast de Vorónezh por su parte septentrional. Atraviesa la pequeña localidad de Ramón (8381 hab.) y recibe por la izquierda al río Usman (151 km y una cuenca de 2840 km²). Luego llega a la capital, Vorónezh (848 752 hab.), la ciudad más importante de todo su curso, en la que el río esta también embalsado por una presa, dividiendo la ciudad en dos. A unos 12 km de Vorónezh, el río desemboca por la izquierda en el río Don, en su curso alto, frente a la desembocadura por la derecha del río Nevica.
El río Vorónezh está congelado desde la primera mitad de diciembre hasta marzo.
El río es navegable en la parte inferior de su curso.